# Clanton
Clanton – miasto w Stanach Zjednoczonych, w stanie Alabama, stolica hrabstwa Chilton. W 2008 liczyło 8896 mieszkańców. W roku 2023 liczba mieszkańców wzrosła do 9123 osób, a gęstość zaludnienia do 173,1 osoby/km².